# L'abella reina
 L'abella reina  (títol original en anglès: Queen Bee) és una pel·lícula dels Estats Units dirigida per Ranald MacDougall, estrenada el 1955. Ha estat doblada al català.

## Argument[2]
Eva Phillips (Joan Crawford) domina la seva mansió de Georgia i el seu marit Avery (Barry Sullivan), un alcohòlic propietari que odia la seva muller. Una cosina, Jennifer Stewart (Lucy Marlow), visita i veu amb horror com Eva maniobra per evitar el matrimoni de Carol (Betsy Palmer), la germana d'Avery, amb Judson Prentiss (John Ireland). Judson va ser l'amant d'Eva, i quan Carol s'assabenta, es suïcida.
Jennifer i Avery s'emboliquen. Eva nota la relació que es desenvolupa i augmenta les seves accions malèvoles. Judson, culpable de la mort de Carol, està decidit a venjar-se.

## Repartiment
- Joan Crawford: Eva Phillips
- Barry Sullivan: Avery 'Beauty' Phillips
- Betsy Palmer: Carol Lee Phillips
- John Ireland: Judson Prentiss
- Lucy Marlow: Jennifer Stewart
- William Leslie: Ty McKinnon
- Fay Wray: Sue McKinnon
- Katherine Anderson: Miss Breen
- Tim Hovey: Ted Phillips
- Linda Bennett: Trissa Phillips
- Juanita Moore: Dona de ménage (No surt als crèdits)

## Premis i nominacions
Nominacions
- 1956: Oscar a la millor fotografia per Charles Lang
- 1956: Oscar al millor vestuari per Jean Louis